# Пандорина
Пандори́на (лат. Pandorina) — род колониальных водорослей семейства Вольвоксовые. Каждая колония построена из 8, 16 или 32 клеток, расположены в комочке слизи, образуя яйцевидную или эллипсоидальную форму. Каждая клетка имеет два жгутика с двумя сократительными вакуолями в их основании, стигму, крупный чашеобразный хлоропласт, по крайней мере с одним пиреноидом. Клетки имеют овальную форму и заканчиваются носиком. Колония полярна, причём на одном её конце глазки клеток крупнее. Поскольку все жгутики обращены наружу, пандорина вращается в воде, как мяч. Когда клетки достигают максимального размера, колония опускается на дно, где каждая клетка делится, образуя дочернюю колонию. Последние остаются вместе, пока у всех не разовьются жгутики. Потом комочек слизи вскрывается, подобно ящику Пандоры (отсюда и родовое название водоросли), выпуская в воду новые организмы.

## Систематика
Согласно базе данных AlgaeBase род охватывает следующие виды:
- Pandorina bengalensis M.T. Philipose, 1990
- Pandorina charkowiensis Korshikov, 1923 — Пандорина  харьковская
- Pandorina colemaniae Nozaki, 1991
- Pandorina minodii Chodat
- Pandorina morum (O.F. Müll.) Bory, 1824 — Пандорина  ежевиковидная
- Pandorina smithii Chodat, 1931

Согласно базе данных NCBI род охватывает следующие виды:
- Pandorina colemaniae Nozaki, 1991
- Pandorina morum (O.F. Müll.) Bory, 1824